# Jeux du Canada
Les Jeux du Canada (anglais : Canada Games) sont la plus importante compétition multisports du Canada. Les athlètes des provinces et territoires du pays s'affrontent à ces jeux qui se déroulent aux deux ans, avec une alternance entre l'hiver et l'été, à l'image des Jeux olympiques. 

## Description

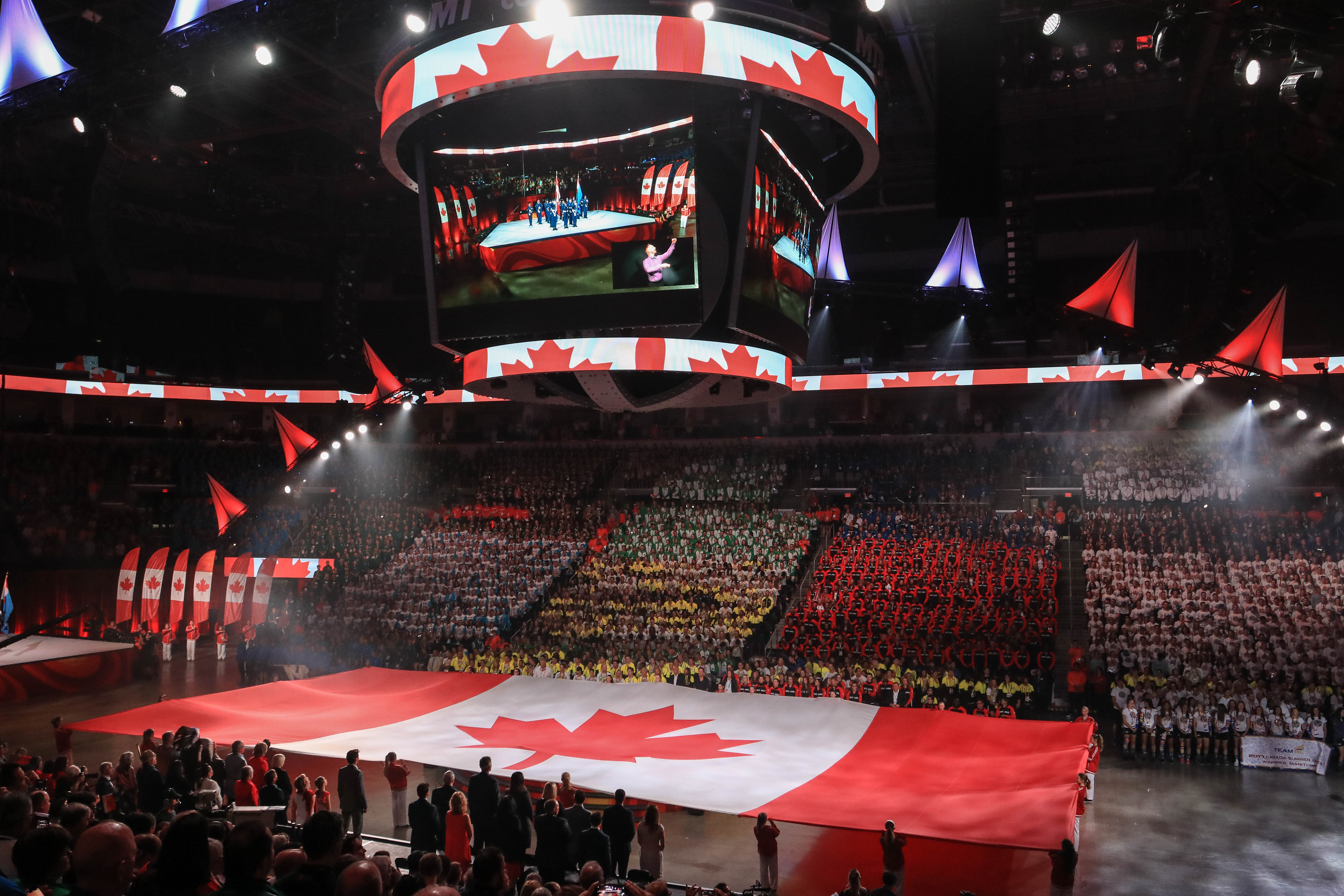
Cérémonie d'ouverture des Jeux du Canada en 2017.

Les premiers Jeux du Canada eurent lieu à Québec, en 1967, à l’occasion du centenaire du pays.
Organisé tous les deux ans, alternant entre l'été et l'hiver, les Jeux du Canada sont un événement important dans le développement des jeunes athlètes du Canada. Ces athlètes, les meilleurs de leur tranche d'âge, participent aux Jeux en représentant leur province ou leur territoire respectif et concourent pour obtenir des médailles ou l'un des 3 prix existants. Ils sont pressentis comme la prochaine génération d'athlètes représentant le Canada à l'échelle nationale et internationale.
Les Jeux ont permis aux communautés hôtes d'investir au cumul plus de 250 millions de dollars dans différents projets d'infrastructure. Les villes qui reçoivent les compétitions profitent souvent de cette occasion pour réparer, agrandir ou construire de nouvelles installations sportives.
Le Conseil des Jeux du Canada est l'organisme directeur des Jeux du Canada. Comme les Jeux se déplacent d'une ville à l'autre, ce conseil s'assure de la continuité. De plus, il fournit un soutien au comité organisateur de la ville-hôte. Les Jeux sont aussi le fruit de collaborations entre le gouvernement du Canada, les gouvernements provinciaux et territoriaux, les municipalités hôtes ainsi qu'avec le secteur privé.

## Éditions
Les jeux d’hiver et d’été se succèdent en alternance tous les deux ans. Depuis 1967, l'Ontario et le Québec demeurent les deux seules provinces à avoir gagné les Jeux du Canada. Cependant, différents prix ont été remportés par d'autres provinces. En 2007, les Jeux sont présentés pour la première fois à l'extérieur des 10 provinces canadiennes, à Whitehorse, dans le territoire du Yukon.

### Jeux du Canada d'été
| Édition | Année | Ville hôte                 | Province ou territoire hôte | Début      | Fin     | Athlètes | Sports | Équipe la plus médaillée |
| ------- | ----- | -------------------------- | --------------------------- | ---------- | ------- | -------- | ------ | ------------------------ |
| 1re     | 1969  | Halifax                    | Nouvelle-Écosse             | 16 août    | 24 août | 715      | 15     | Ontario                  |
| 2e      | 1973  | New Westminster – Burnaby  | Colombie-Britannique        | 3 août     | 12 août | 1 676    | 16     | Colombie-Britannique     |
| 3e      | 1977  | Saint-Jean de Terre-Neuve  | Terre-Neuve-et-Labrador     | 7 août     | 19 août | 1 709    | 18     | Ontario                  |
| 4e      | 1981  | Thunder Bay                | Ontario                     | 9 août     | 22 août | 1 813    | 18     | Ontario                  |
| 5e      | 1985  | Saint-Jean                 | Nouveau-Brunswick           | 11 août    | 24 août | 2 465    | 18     | Ontario                  |
| 6e      | 1989  | Saskatoon                  | Saskatchewan                | 8 août     | 21 août | 2 465    | 18     | Ontario                  |
| 7e      | 1993  | Kamloops                   | Colombie-Britannique        | 6 août     | 22 août | 3 253    | 17     | Ontario                  |
| 8e      | 1997  | Brandon                    | Manitoba                    | 9 août     | 23 août | 3 364    | 19     | Ontario                  |
| 9e      | 2001  | London                     | Ontario                     | 10 août    | 25 août | 3 487    | 18     | Ontario                  |
| 10e     | 2005  | Regina                     | Saskatchewan                | 6 août     | 20 août | 3 511    | 16     | Ontario                  |
| 11e     | 2009  | Charlottetown – Summerside | Île-du-Prince-Édouard       | 15 août    | 29 août | 3 432    | 18     | Ontario                  |
| 12e     | 2013  | Sherbrooke                 | Québec                      | 2 août     | 17 août | 3 361    | 19     | Ontario                  |
| 13e     | 2017  | Winnipeg                   | Manitoba                    | 28 juillet | 13 août | 3 382    | 18     | Ontario                  |
| 14e     | 2022  | Niagara                    | Ontario                     | 6 août     | 21 août | -        | 18     | Ontario                  |
| 15e     | 2025  | Saint-Jean de Terre-Neuve  | Terre-Neuve-et-Labrador     | 8 août     | 24 août | -        | -      | -                        |
| 16e     | 2029  | -                          | Nouveau-Brunswick           | -          | -       | -        | -      | -                        |
| 17e     | 2033  | -                          | Saskatchewan                | -          | -       | -        | -      | -                        |
| 18e     | 2037  | -                          | Nouvelle-Écosse             | -          | -       | -        | -      | -                        |

### Jeux du Canada d'hiver
| Édition | Année | Ville hôte                                                          | Province ou territoire hôte | Début      | Fin        | Athlètes | Sports | Équipe la plus médaillée |
| ------- | ----- | ------------------------------------------------------------------- | --------------------------- | ---------- | ---------- | -------- | ------ | ------------------------ |
| 1er     | 1967  | Québec                                                              | Québec                      | 11 février | 19 février | 557      | 15     | Ontario                  |
| 2e      | 1971  | Saskatoon                                                           | Saskatchewan                | 11 février | 22 février | 687      | 17     | Ontario                  |
| 3e      | 1975  | Lethbridge                                                          | Alberta                     | 11 février | 23 février | 664      | 17     | Québec                   |
| 4e      | 1979  | Brandon                                                             | Manitoba                    | 12 février | 24 février | 1 962    | 17     | Québec                   |
| 5e      | 1983  | Saguenay–Lac-Saint-Jean                                             | Québec                      | 17 février | 2 mars     | 1 900    | 19     | Ontario                  |
| 6e      | 1987  | Cape Breton                                                         | Nouvelle-Écosse             | 14 février | 28 février | 1 995    | 17     | Ontario                  |
| 7e      | 1991  | Charlottetown                                                       | Île-du-Prince-Édouard       | 17 février | 2 mars     | 2 304    | 19     | Ontario                  |
| 8e      | 1995  | Grande Prairie                                                      | Alberta                     | 19 février | 4 mars     | 2 284    | 21     | Ontario                  |
| 9e      | 1999  | Corner Brook                                                        | Terre-Neuve-et-Labrador     | 20 février | 6 mars     | 2 808    | 21     | Ontario                  |
| 10e     | 2003  | Bathurst – Campbellton                                              | Nouveau-Brunswick           | 22 février | 8 mars     | 2 606    | 21     | Québec                   |
| 11e     | 2007  | Whitehorse                                                          | Yukon                       | 23 février | 10 mars    | 2 678    | 22     | Ontario                  |
| 12e     | 2011  | Halifax                                                             | Nouvelle-Écosse             | 11 février | 27 février | 2 238    | 20     | Ontario                  |
| 13e     | 2015  | Prince George                                                       | Colombie-Britannique        | 13 février | 1er mars   | 2 345    | 20     | Ontario                  |
| 14e     | 2019  | Red Deer                                                            | Alberta                     | 17 février | 3 mars     | 2 377    | 20     | Québec                   |
| 15e     | 2023  | Île-du-Prince-Édouard                                               | Île-du-Prince-Édouard       | 18 février | 5 mars     | -        | 20     | Québec                   |
| 16e     | 2027  | Québec                                                              | Québec                      | 26 février | 15 mars    | -        | -      |                          |
| 17e     | 2031  | À venir En liste (Saguenay Lac Saint-Jean, Mauricie et Laurentides) | Québec                      | -          | -          | -        | -      |                          |
| 18e     | 2035  | -                                                                   | Territoires du Nord-Ouest   | -          | -          | -        | -      |                          |

### Table des médailles
| Rang | Province ou territoire    | Médaille d'or | Médaille d'argent | Médaille de bronze | Total |
| ---- | ------------------------- | ------------- | ----------------- | ------------------ | ----- |
| 1    | Ontario                   | 1052          | 872               | 854                | 2778  |
| 2    | Québec                    | 888           | 786               | 782                | 2456  |
| 3    | Colombie-Britannique      | 597           | 651               | 629                | 1877  |
| 4    | Alberta                   | 386           | 437               | 515                | 1338  |
| 5    | Saskatchewan              | 176           | 227               | 282                | 685   |
| 6    | Manitoba                  | 144           | 193               | 255                | 592   |
| 7    | Nouvelle-Écosse           | 170           | 173               | 188                | 531   |
| 8    | Nouveau-Brunswick         | 60            | 74                | 139                | 273   |
| 9    | Terre-Neuve-et-Labrador   | 16            | 39                | 67                 | 122   |
| 10   | Île-du-Prince-Édouard     | 11            | 18                | 24                 | 53    |
| 11   | Yukon                     | 12            | 20                | 14                 | 46    |
| 12   | Territoires du Nord-Ouest | 7             | 5                 | 8                  | 20    |
| 13   | Nunavut                   | 0             | 0                 | 1                  | 1     |

## Programme sportif
| Sports d’hiver - Ski alpin - Snowboard - Tir à l'arc - Gymnastique artistique - Badminton - Biathlon - Boxe - Cross-country - Curling - Escrime - Patinage artistique - Ski acrobatique - Hockey - Judo - Ringuette - Tir - Patinage de vitesse - Squash - Natation synchronisée - Tennis - Basket-ball en fauteuil roulant | Sports d'été - Athlétisme (piste et pelouse) - Baseball - Basket-ball - Canoë-kayak - Cyclisme - Plongeon (sport) - Hockey sur gazon - Aviron - Rugby à XV - Nautisme à la voile - Football - Softball - Natation - Tennis - Volley-ball - Lutte |